# Eleições gerais na Índia em 2014
As Eleições gerais na Índia em 2014 foram realizadas entre 7 de abril e 12 de maio de 2014, sendo a mais longa eleição da história do país. Os indianos elegeram os membros da Lok Sabha, a câmara baixa do Parlamento da Índia. De acordo com a Comissão Eleitoral da Índia, 814 milhões de cidadãos estiveram devidamente aptos a votar, cerca de 100 milhões a mais em comparação às últimas eleições em 2009, tornando-a a maior eleição do planeta. Cerca de 23 milhões de eleitores (2.7%) tinham idade de 18 e 19 anos. Um total de 8.251 candidatos concorreram para assumir um dos 543 lugares da Lok Sabha.
O resultado das eleições foi declarado em 16 de maio, 15 dias antes do término da legislatura anterior. A contagem dos votos foi realizada em 989 centros oficiais. A "Aliança Democrática Nacional", liderada pelo Partido Bharatiya Janata, obteve 336 lugares na câmara e o próprio partido em si recebeu 31% dos votos válidos. Foi a primeira ocasião na história eleitoral da Índia em que um partido pôde assumir o governo somente com base própria. Por sua vez, o Congresso Nacional Indiano obteve 44 assentos e apresentou seus piores resultados em eleições.